# Перший Македонський церковно-народний собор
Перший Македонський церковно-народний собор відбувся у Скоп'є 4 та 5 березня 1945 року. На цих зборах були присутні понад 300 делегатів - священиків та мирян. Прочитавши звіт про роль Охридського архієпископства в історії македонського народу та вислухавши дискусії численних дискутантів, Асамблея ухвалила одностайну резолюцію щодо майбутнього церковного становища у вільній частині Македонії.
1. Оновити Охридську архієпископію як Македонську православну церкву, яка не буде підпорядкована жодній місцевій національній православній церкві.
2. Македонська православна церква мати македонських єпископів та македонське духовенство, щоб зберегти унікальність македонського народу та бути ближчими до рідної церкви.
3. Перший македонський ієрарх, який носив титул Охридського архієпископа, а православна македонська церква називалася Св. Климентом Охридським архієпископією.

Зустріч відбулася в Офіцерському будинку в Скоп'є.

## Резолюція
1. Православний народ Македонії через своїх обраних делегатів від усіх духовних кіл Македонії вирішує відновити Охридську архієпископію як македонську незалежну церкву і не підкорятися жодній іншій місцевій національній православній церкві;
2. Вирішує мати свій народний єпископат і своє національне духовенство, що буде гарантією того, що наш народ збереже риси свого характеру і буде ближчим до рідної Церкви;
3. Постановляє нещодавно відреставровану Охридську архієпископію, першого єпископа Македонії, який носив титул Охридського архієпископа, а нашу православну церкву називатимуть "Архиєпископство св. Климента Охридського";
4. Постановляє, що обрана делегація повинна відвідати усі побратимські церкви або письмово повідомити їх та бути перекладачем перед ними парламентського рішення та національного бажання православних македонців та отримати визнання від усіх православних церков рішення про отримання канонічне підтвердження, і невдовзі діятиме на шляху церковних канонів і в дусі усталеної церковної традиції;
5. Завершивши цю роботу, ми пропонуємо делегації запросити запрошених єпископів з інших православних церков, і ми будемо скликані на другій сесії для відбору кандидатів для наших народних єпископів, яких будуть висвячувати запрошені єпископи;
6. Ми хочемо, щоб першим серед наших єпископів було урочисто поставлено на престол у місті Охрид, на троні Охридської архієпископії;
7. Коли буде створена Югославська православна церква - Патріархат і наша Македонська православна церква приєднаються до неї, як і інші православні церкви в Союзній Югославії"[1].

## Після складання
Сербська православна церква у вересні 1945 року на засіданні Синоду єпископів заявила, що не може визнати незалежність Македонської православної церкви, стверджуючи, що вона все ще має юрисдикцію єпархій в Македонії. Вона закликала православний народ Македонії повернутися до ситуації між двома світовими війнами, незважаючи на те, що церковна юрисдикція Сербської православної церкви над Македонією припинилася 6 квітня 1941 р.
Це призвело до нового священницького зібрання, яке відбулося з 9 по 10 травня 1946 року.